# Ferrole

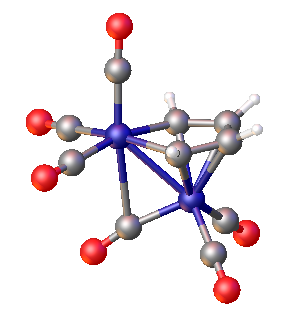
Structure du ferrole.

Un ferrole est un composé organofer contenant l'hétérocycle R4C4Fe(CO)3 lié à un groupe Fe(CO)3 par liaison π. Ces composés ont des liaisons Fe−Fe d'une longueur voisine de 252 pm et des ligands CO semi-pontants avec des liaisons Fe−C d'environ 178  et   251 pm. Ils sont généralement de couleur rouge orangée, stables à l'air libre et solubles dans les solvants apolaires.

## Synthèse et réactions
On obtient des ferroles généralement par réaction d'alcynes avec des carbonyles de fer. Ces réactions sont connues pour donner de nombreux produits tels que des complexes de cyclopentadiénones et de para-quinones,.
Il est également possible de procéder par désulfuration de thiophènes R4C4S par des carbonyles de fer selon l'équation idéalisée :
Fe3(CO)12 + R4C4S ⟶ R4C4Fe2(CO)6 + FeS + 6 CO.
Une autre possibilité consiste à traiter le réactif de Collman par le chlorure de triméthylsilyle Me3SiCl :
2 Na2Fe(CO)4 + 4 Me3SiCl ⟶ (Me3Si)4C4Fe2(CO)6 + 2 CO + 4 NaCl.
Certains ferroles réagissent avec des phosphines tertiaires pour donner des complexes flyover (en) substitués (R4C4CO)Fe2(CO)5(PR3)
,.